# Vyškovce
Vyškovce é um município da Eslováquia, situado no distrito de Stropkov, na região de Prešov. Tem 6,62 km² de área e sua população em 2018 foi estimada em 126 habitantes.

## Demografia
| Ano:        | 1994 | 2004   | 2014   | 2024    |
| ----------- | ---- | ------ | ------ | ------- |
| Broj ljudi: | 144  | 145    | 138    | 119     |
| Razlika:    |      | +0,69% | -4,82% | -13,76% |

| Ano:               | 2023 | 2024   |
| ------------------ | ---- | ------ |
| Número de pessoas: | 120  | 119    |
| Diferença:         |      | -0,83% |